# Ford CX
O Ford CX foi um carro produzido pela Ford Motor Company entre 1935 e 1937. Durante esse período, 96.553 carros foram produzidos. Possuía um motor de 1172 cc do Ford Sidevalve.